# Holdvilági csata
A holdvilági csata a Rákóczi-szabadságharc egyik összecsapása, mely 1704. január 28-án zajlott az Erzsébetváros mellett lévő Holdvilág falu mellett. A csatában a húszszoros túlerőben lévő székely felkelők súlyos vereséget szenvedtek a császári hadseregtől.

## Előzmények
1704 elejére Erdély legnagyobb része a kurucok ellenőrzése alá került, csak néhány jól kiépített és császári katonasággal felszerelt vár maradt az osztrákok kezén. A császári csapatok erdélyi főparancsnoka, Jean Rabutin Nagyszebenbe szorult, ahonnan csapatait az éppen erre legjobban rászoruló vár őrségének megsegítésére indította. Pekri Lőrincet és Mikes Mihályt székely csapatok felállítására szólította fel, ám ők katonáikkal a kurucok mellé álltak. Az év első napjaiban állt át Rákóczi oldalára az székelyudvarhelyi vár parancsnoka, Ruyter és legénységének legnagyobb része. A vár irányítását Teleki Mihály vette át és az hamarosan a kibontakozó székely felkelés központjává vált. Rabutin báró Johann Karl Tige ezredest 500 fős seregével Székelyudvarhely visszaszerzésére és a Székelyföld elfoglalására indította. Báró Ferdinand Graven alezredes pedig ugyanekkor Háromszékbe indult.
Tige Székelyudvarhelyt megközelítve arról értesült, hogy Guti tízezer fős serege a Küküllő völgyében portyázik, így a hússzoros túlerő elől megpróbált kitérni így Szászsebes és Gyulafehérvár felé visszafordulva Rabutintól kért segítséget. El is indult segítségére Nagyszebenből Morando hadmérnök 100 lovassal és 80 gyalogossal, ám a két sereg elkerülte egymást. A portyázó kurucok elő Morando Segesvárra húzódott vissza, ám azok követték és a város egyes részeit elfoglalták. A császáriak a felsővárosba és a várba vonultak vissza és azok megerősítéséhez láttak. Az ostromra nem alkalmas kuruc seregek erre Medgyes felé elvonultak. Tige Morando mozgásáról értesülve Segesvár felé indult, ám útközben Holdvilág mellett összecsapott Guti seregével.

## A csata

### A szemben álló felek
A székely felkelők száma körülbelül 10  000 fő lehetett. A seregnek csak kisebb része volt fegyverrel felszerelve, a többség kaszával, kapával hadba vonuló, képzetlen és fegyelmezetlen felkelő volt. Tige mindössze 500 fővel rendelkezett, ám katonái jól felszereltek és tapasztaltak voltak, kisebb ágyúkkal is rendelkeztek. A Morando vezette, Segesvárba szorult 180 fős felmentő sereg nem avatkozott bele a harcba.

### A csata lefolyása
A csatában a kurucok létszámfölénye nem tudott érvényesülni. A császári ágyúk nagy veszteséget okoztak harchoz nem szokott felkelők soraiban. Korabeli beszámoló szerint a vereség fő oka az volt, hogy Guti – a képzett Ruyter tanácsai ellenére – megvárta, amíg a császári katonaság felsorakozik és csak ezután adott parancsot a támadás megindítására.

### Veszteségek
A kurucok veszteségeiről nagyon eltérő adatok maradtak fenn. Szaniszló naplója szerint 400, a hivatalos császári adat szerint 1000, Cserei Mihály krónikája szerint 1300, míg Szakál Ferenc naplója szerint 3000 főt vesztettek. A kurucok közül mintegy 250 fő, köztük 19 korábbi német zsoldos fogságba esett. A császáriak veszteségeit nem ismerjük, zsákmányukat képezte még 2 ágyú, 3 üstdob, 16 zászló és a kurucok teljes felszerelése.

## Következmények
Guti elmenekült a csatából, ám Tordán Kaszás Pál ezredes elfogta és a csatában mutatott viselkedése miatt Rákóczi parancsára kivégeztette. A győzelem után Tige Székelyudvarhely ellen indult, melyet a felkelők kiürítettek. A lakosság értékeit a homoródalmási barlangban rejtette el. A császáriak csak azért nem tudtak a Székelyföldön nagyobb pusztítást végezni, mert ekkorra Kolozsvár alatt megjelent a Magyarországról erősítést hozó Thoroczkay István tábornok, Rákóczi nemrég kinevezett erdélyi fővezére, ezért Tige seregével Nagyszebenbe vonult vissza.

## Emlékezete
A csatáról fennmaradt egy korabeli ének, mely egy kb. 50 évvel későbbi kéziratos, rossz minőségű másolatban őrződött meg. Ennek tudható be, hogy az énekben szereplő évszám (1707) helytelen. A szövegben szereplő Barentis báró Tige nevének torzított formája.

„A Holdvilági Veszedelemről Való Ének
(1.) Hol vagyon magyarság szived batorsaga,

Regi hired s neved sebes solyom szarnya,

Majdan el huldagol szép aranyas tolla,

Ha szemeid azért hamar fel nem nyita
(2.) Mint Pásztor nelkul ju neped huitul tsak hull,

Elöl tüz hátul víz nincs gyamolod sohul,

Nagy nyomorúságunk, mint tenger ugy tódul

Jaj mely kesérvesén nyoma bennünk hatul
(3.) Nem regen sirátak a' tohany1 pusztáját,

Most immár jajgattyuk hold világ határát

Hol Egi madarak szagattyák az húsát,

Szagdtyak a' vadak oldalát és tsantyát,
(4.) Oh keserves Anyák jaj mire szültetek

Kedves szép fiakat mire neveltetek

Jaj sok szegény árvák, mint esek szivetek

Oh mint tsipegetik mint árva pislenyek.
(5.) Szomorú özvegyek tü is magatokot

Mint árva Görlitze az ként meg vantátok

Élesék fejetek ékes koronája

Árva fejeteket már hova hajtjátok
(6.) Hold homályossága Nap gyászban öltözőt,

Ez szomorú
(a versszak további része, valamint a 7-11. versszak és a 12. első sora nem maradt fenn)
Mind föld sok hellyt szele mind rakva volt velle,

Elhullat testekkel hegy vögy meg volt rakva,

Sirathattak volna ez romlást zokogva,
(13.) Oh melly nagy siralomt és szörnyű jajgatást,

Minden fele hallek nagy fegyver sattagást,

Nagy puska ropogást es sok hivolkodast,

Hadaknak felelme lőn a' nagy vérontást,
(14.) Azt lesve szegenyek veletlen szaladtak,

Szabádulást soha egy felé sem lattak

Oh mind remenkedtek Egbe kiáltattak,

Istenem Istenem melly sokan romlattak
(15.) Ez gonosz hir szárnyon hamar hogy erkezik

Kit nem véltünk volna Istenem hogy essek,

Jaj melly nagy felelem retteges tertenek,

lm minden Utokon a' sok jaj hallátek,
(16.) Ki Atyát sirattya ki szép Hazas Társát,

Ki kedvesen nevelt szerelmes mágzattyát,

Mint szeme világát eleset Istapját

Bankodvan sirattya kedves Atyafiat.
(17.) Minden Alátoknak nehez árvaság

Melly nagy dolog legyen az Gyamoltalanság

Jaj szegeny arvaknak éltek nyomorúság

Mert ököt követi halal s nyomorúság
(18.) örvende hirtelen ismét elszakadván

Ha meg szomorodik ö rajta bánkódván

És Tsten ellenis ismét zugalodván

János feje felett nőtt szép borostyán fán
(19.) Hat sok szegeny árvák kik fejek felett,

Édes rejtekinek mint szép ag ki terjet,

Kinek arnyekaban hajtottak fejeket,

Hogy ne bankodnanak Atyák hogy elesett
(20.) Melly sok szegeny Atyák az hartzon el estek,

Sok gyazt és siralmat tseledekre hadtak,

Atyák Anyák holti(g) sirathattak volnak,

Sok virág Ifiak mind oda maradtak
(21.) Hegy Vögy Erdő Mező hat jaj szóval zendül

Sionnak Leanya Fekete gyazban ülly

Ez mi romlásun'kan Istenünk könyörüly

Nyomorúságunknak ablakara kerüly
(22.) Ezer hétszáz után hetedik Esztendő

Sok siralom romlás lön réank Jövendő

Sok but és banatott hoz reánk az üdö

Az Farsangnak farkan baniattal meg győző
(23.) Már Barentis hada nemzetünk fogyattya,

Hazank ékességet tűzzel elrontattya

Meg maradót nepet szejjel el oszlattya

Mind a' Sidoságat szejjel el pusztittya
(24.) Ezen Barentisnek kőztek bele jovese,

Fen marad mind végig ő Emlekezete,

Mint az Pharahonak Tengerben veszese,

Sziveteknek szörnyen meg kemenyítese,
(25.) Ez siralmat szerzem az ebres hegyen

Hol ezt Nemzetünknek szép piros vereben

Az szomorú Atyák a' Panunla földen

Nyugtassa meg Isten Lelkeket az Menyegben.

Amen.
”

– Ismeretlen szerző éneke

## Kapcsolódó szócikk
- Feketehalmi csata